# Вулиця Стадників
Вулиця Стадників (іноді провулок Стадників) — вулиця в Залізничному районі міста Львова, місцевість Білогорща. Пролягає від вулиці Білогорща до кінця забудови, де переходить у путівець. Прилучається вулиця Лаврівського.

## Історія та забудова
Вулиця пролягає у місцевості, де був відомий ще з XIX століття хутір Парна, пізніше включений до складу Білогорщі. У 1984 році вулиця отримала назву Новоповітряний провулок. Сучасна назва походить з 1991 року, на честь української родини акторів та співаків першої половини XX століття — Йосипа, Софії, Стефанії та Яреми Стадників.
Забудована одно- та двоповерховими приватними садибами. Збереглося кілька будинків 1910-х—1930-х років.